# Philonotis vagans
Philonotis vagans är en bladmossart som beskrevs av Mitten 1859. Philonotis vagans ingår i släktet källmossor, och familjen Bartramiaceae. Inga underarter finns listade i Catalogue of Life.